# Nora Foss al-Jabri
Nora Foss al-Jabri   (Gjøvik, 29 de gener de 1996) és una cantant noruega.

## Inicis
Va néixer d'un pare iraquià i una mare d'origen noruec. Va començar a cantar quan tenia vuit anys i feia classes de cant regularment.
Es va fer coneguda a Noruega per la seva versió de "Hallelujah" de Leonard Cohen. Al principi va tenir una mica de suport a les ràdios, però el gran èxit va arribar després que la seva germana publiqués un vídeo en un concurs de cant al lloc web noruec "snutter10". El vídeo es va fer popular, cosa que li va fer guanyar més fama. Des de llavors va aparèixer en nombrosos programes de televisió i concerts.
També va cantar tres cançons a l'àlbum de la banda de música infantil noruega Lyriaka anomenat Lyriaka i jungelen.

## Norske Talenter(2008)
Va participar en el programa de talents Norske Talenter el 2008. Després de cantar "Somewhere Over the Rainbow", els jutges la van descriure com una cantant talentosa i tècnicament experta, que sonava més gran per la seva edat. Va quedar tercera a la competició.
Com a resultat, el 18 de maig de 2009, Nora va aparèixer a l'episodi final de "World's Most Talented Kids" d'Oprah Winfrey. Hi va cantar "Over the Rainbow".

## Melodi Grand Prix(2012)
Va participar en el concurs televisiu Melodi Grand Prix de 2012 per tal de representar Noruega al Festival de la Cançó d'Eurovisió a Bakú amb la cançó "Somewhere Beautiful", i va acabar en segon lloc.

## Discografia

### Àlbums
- 2011: Nora Foss al-Jabri

### Senzills
- 2012: "Somewhere Beautiful"